# Khilʿat

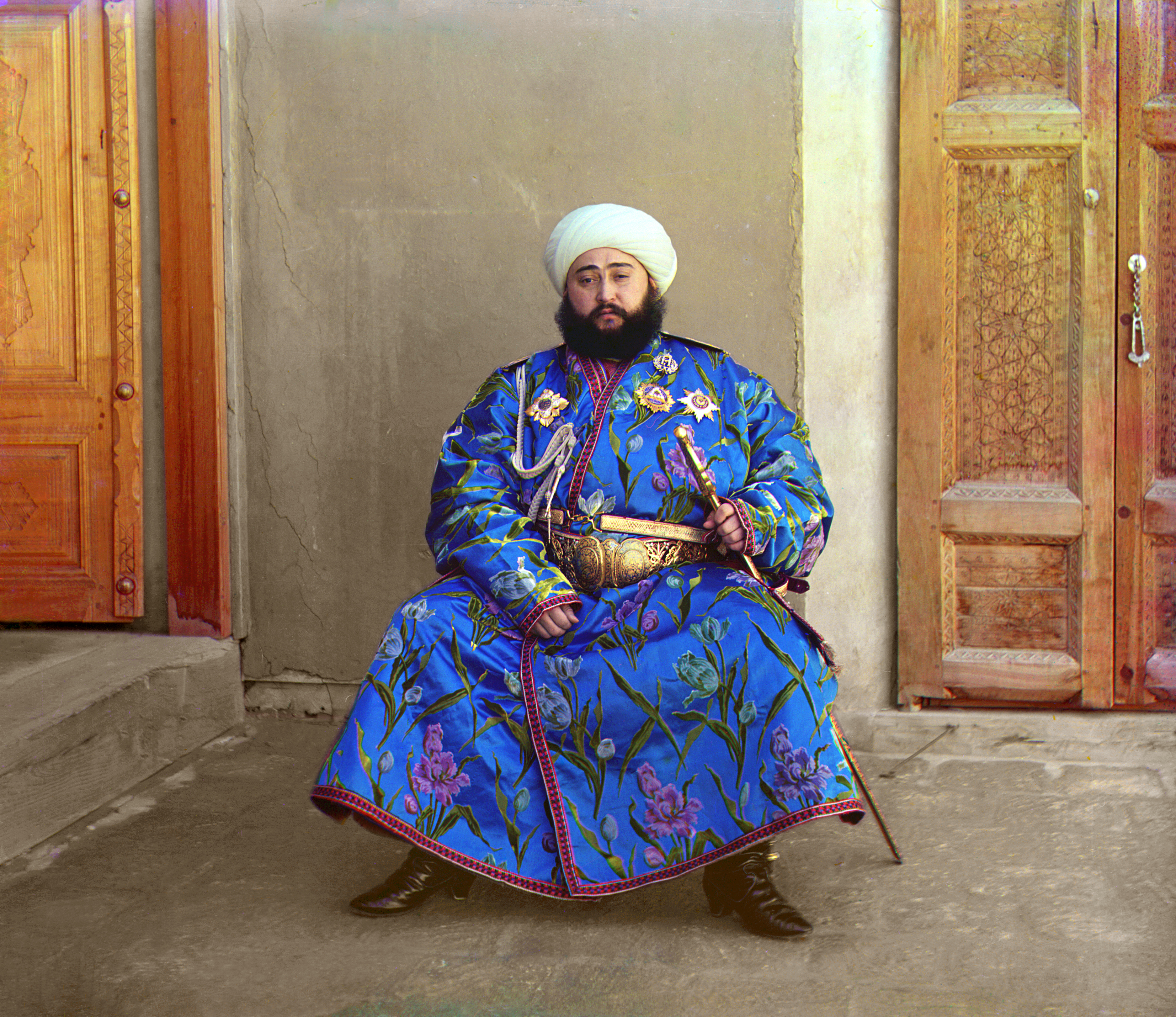
Mohammed Alim Khan (1880-1944), emiro di Bukhara, che indossa un khalʿat

Un khilʿat  (in arabo خلعت‎? / in farsi khalʿat ALA-LC xalat) era un ampio abito di seta o cotone ricamato, a maniche lunghe, diffuso storicamente nell'area vicino-orientale islamica e in Asia Centrale, Pakistan e India settentrionale, indossato sia da uomini sia da donne, sebbene con stili sartoriali differenti, approntati nei ṭirāz dei regnanti o governatoriali.
Tradizionalmente, i khilʿat furono usati come veste onorifica, donata da un signore a un suo suddito. La parola khilʿat / khalʿat era usata anche per indicare la cerimonia di concessione.
Dal XIX secolo nell'India britannica la parola khillat acquisì come significato di dono di denaro o beni con cui il governo premiava i principi tributari, i khan e i leader tribali per i loro servizi.
I khalʿat centroasiatici potevano essere un indumento sottile e decorativo, o una veste lunga e robusta, atta a costituire una buona protezione sia dall'esposizione al calore e alla luce sia dal freddo.